# شرفة على الفكهاني
شرفة على الفاكهاني هي روايات قصيرة للكاتبة الفلسطينية ليانة بدر، صدرت عن منشورات الوحدة سنة 1985، و عن دار الشروق سنة 2007، تقع في 128 صفحة. صدرت ترجمتها الإنجليزية سنة 1993 بعنوان "Balcony Over the Fakahani" من طرف بيتر كلارك، وترجمت أيضا للهولندية. تسرد الرواية حكايات عن حياة الفلسطينيين في المخيمات الفلسطينية بلبنان، حيث يصارعون للبقاء على قيد الحياة وسط القصف الإسرائيلي والمعاناة اليومية، وركزت الكاتبة على التجربة الجماعية والفردية للمرأة الفلسطينية ودورها الفاعل في النضال.

## نبذة عن الرواية
تتناول الرواية تفاصيل حياة الفلسطينيين في أحياء المقاومة اللبنانية، وخصوصًا منطقة الفاكهاني في بيروت، التي كانت مركزًا لحركة النضال الفلسطيني في سبعينيات القرن الماضي. الرواية ليست مجرد وصف للأحداث السياسية والعسكرية، بل تقدم تصويرًا عميقًا للواقع الإنساني والاجتماعي للنساء الفلسطينيات اللواتي يلعبن دورًا مركزيًا في النضال. تعتمد الرواية على ثلاث قصص متقاطعة ترويها ثلاث نساء، مما يجعلها شهادة على الدور متعدد الأبعاد للمرأة الفلسطينية في الثورة. النساء في الرواية لسن مجرد شخصيات هامشية؛ بل هنّ عاملات، مناضلات، أمهات، وزوجات يشاركن في النضال بكل أشكاله. تسلط ليانة بدر الضوء على النساء اللواتي يعشن في ظروف صعبة بالمخيمات، يتحملن المسؤولية الوطنية والاجتماعية والعائلية ويتبثن إصرارهن على الأمل بالنصر والخلاص. المكان وهو حي الفاكهاني يلعب دورا مهما في السرد ويمثل رمزًا للنضال الفلسطيني واللبناني المشترك ضد الاحتلال الإسرائيلي.

## الأسلوب الأدبي
تميزت ليانة بدر بأسلوب سردي يجمع بين الواقعية والتعبير الشعري المكثف. قدمت الرواية مشاهد حية وموصوفة بدقة تنقل القارئ إلى أجواء الثورة والمخيمات الفلسطينية، مستخدمة ذكريات النساء كأداة لتوثيق التجربة الجماعية الفلسطينية. اعتمدت ليانة بدر على التفاصيل والتصوير الشعري، مؤكدة أن الحياة اليومية للمقاومين الفلسطينيين ليست مجرد سرد لوقائع الحرب، بل هي قصة إنسانية تعبر عن قوة الإرادة والأمل في مواجهة القمع والاحتلال.

## اقتباسات للكاتبة ليانة بدر
أحاول كتابة التاريخ الفلسطيني بعيون النساء، لأنهن لعبن دورا كبيرا وكن دائما في أدنى الصورة أو غير ظاهرات فيها
...

هناك مقاومة وهي التي تدفع الى الكتابة. الشعار لا يصنع حياة، بينما الحياة تشكل الكتابة.